# 德累斯顿瓷器收藏馆

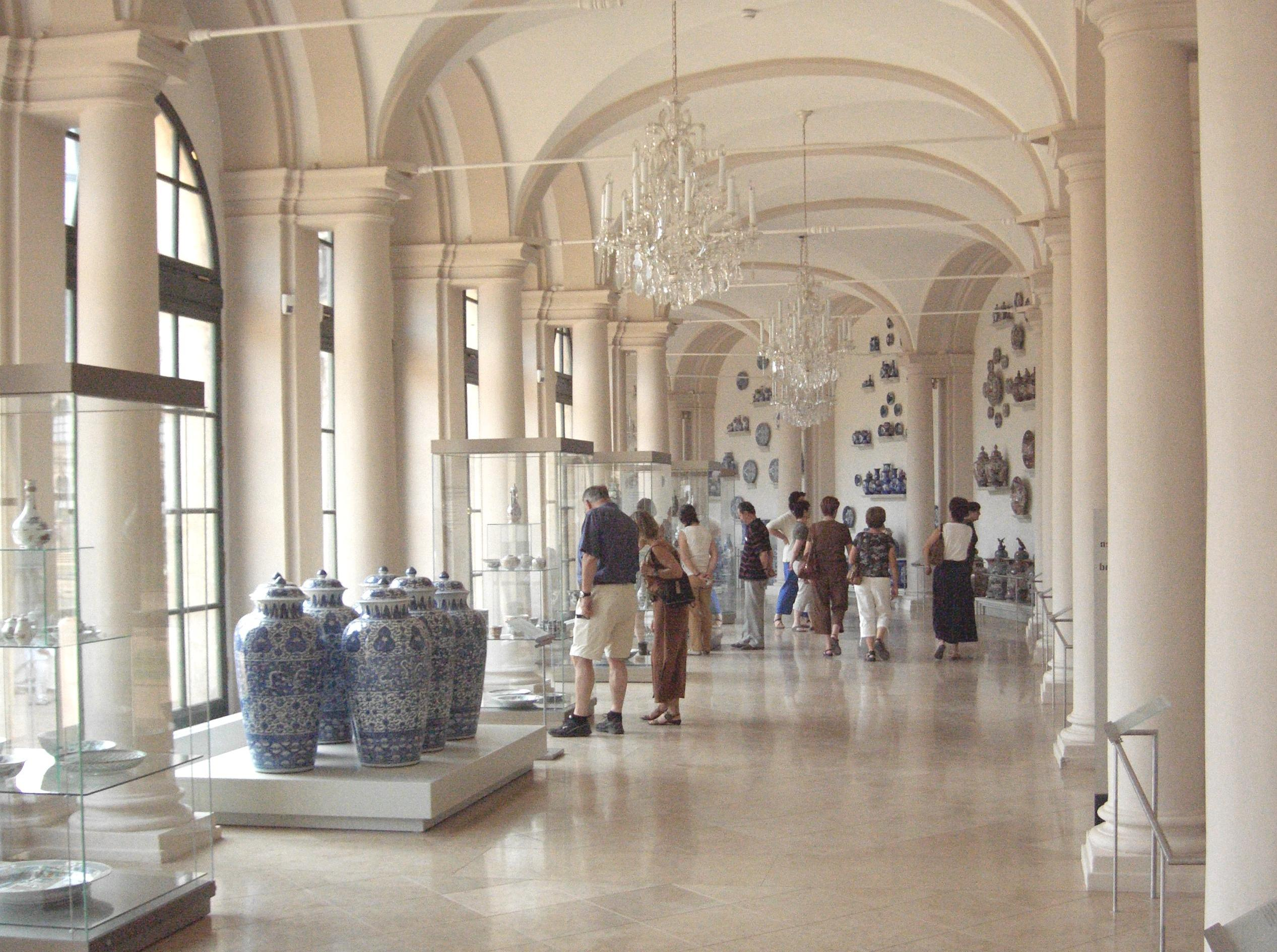
德累斯顿瓷器收藏馆（摄于2006年）

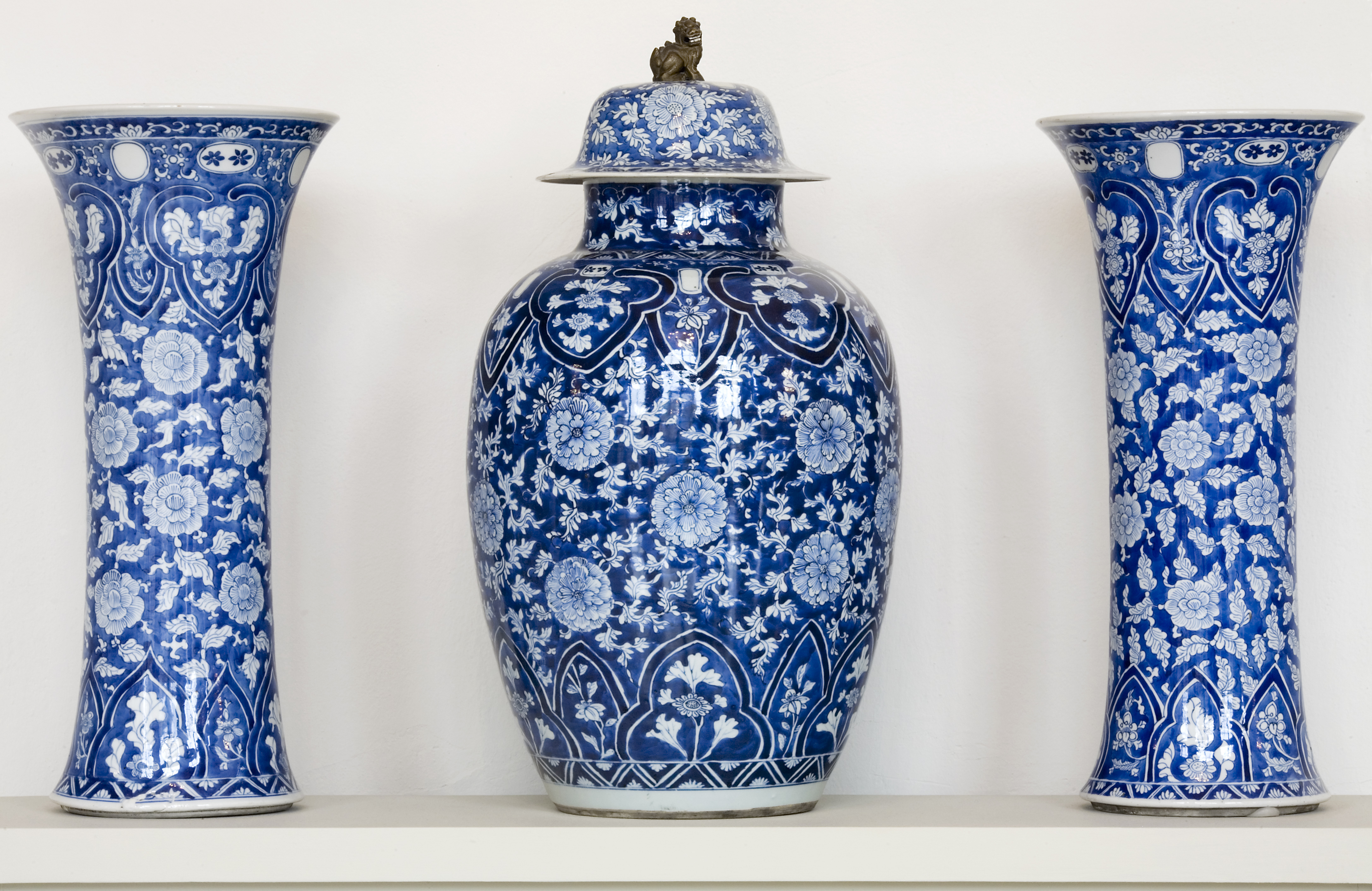
馆藏康熙青花盖罐与花觚

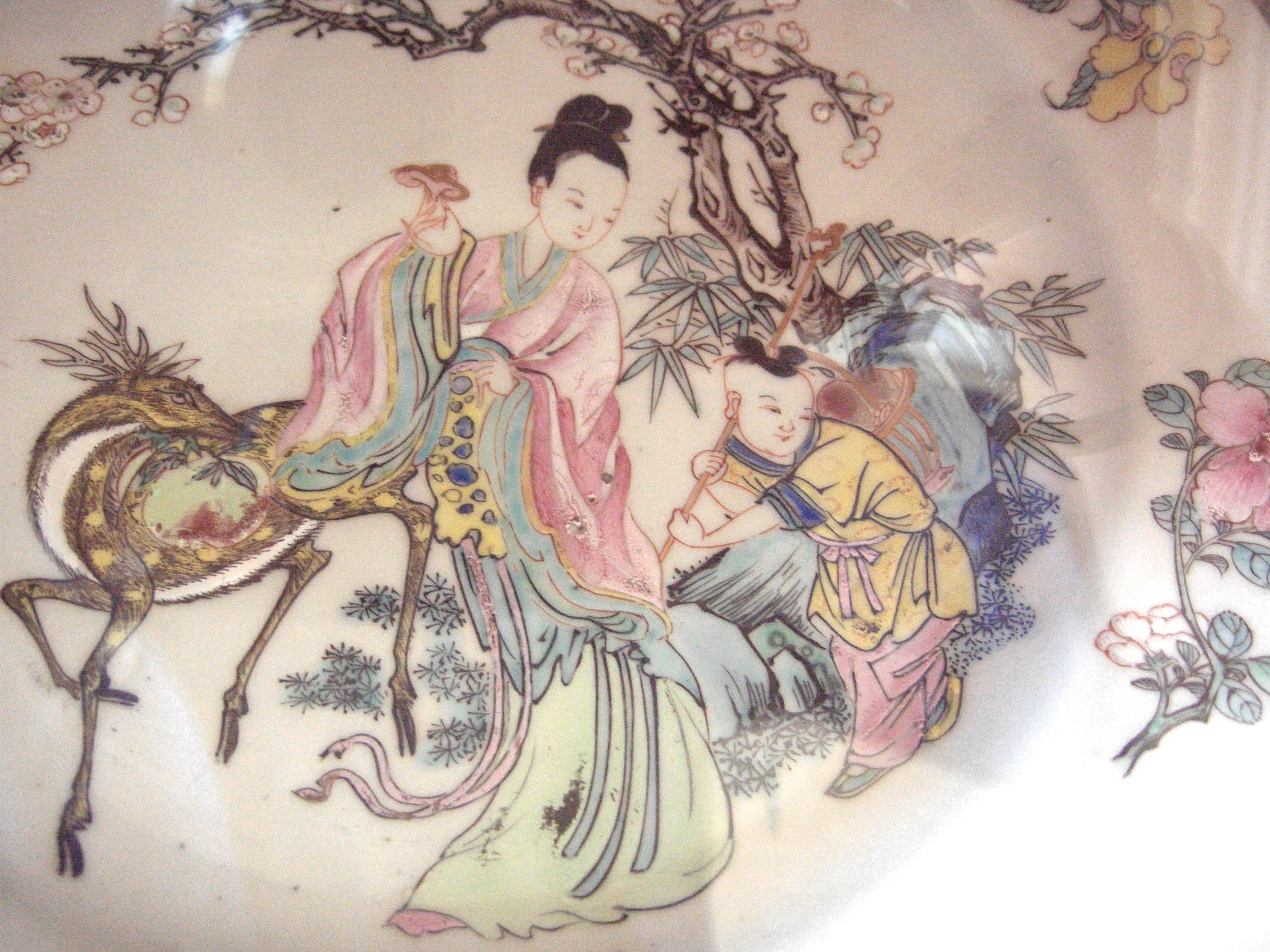
馆藏雍正粉彩西王母图盘

德累斯顿瓷器收藏馆（德語：Porzellansammlung）隶属于德国德累斯顿国家艺术收藏馆，位于德累斯顿茨温格宫。该馆是亚洲以外最大的中国瓷器收藏地。

## 历史
德累斯顿瓷器收藏馆由萨克森选帝侯奥古斯都二世于1715年创立，他对中国瓷器十分痴迷。收藏馆最初位于易北河畔的日本宫（当时称为“荷兰宫”）。1876年，收藏馆搬入约翰诺伊姆。第二次世界大战期间，大部分藏品因及时转移而幸存下来，并于1962年搬入位于茨温格宫的现址。

## 藏品
收藏馆中现今藏有大约2万件瓷器。
该馆以其收藏的来自中国与日本的传统瓷器而闻名，这些藏品多由奥古斯都二世所收集。其中最重要的是中国明清时期的青花瓷，尤其是奥古斯都二世用600位萨克森龙骑兵从普鲁士国王腓特烈·威廉一世手中交换得到的150件“龙骑兵瓶”（或称为“近卫花瓶”、“士兵瓶”）。此外，该馆还收藏有五彩瓷、粉彩瓷、德化白瓷、日本伊万里瓷、外销瓷等各种瓷器。
该馆的另一大类收藏是萨克森瓷器，尤其是其中的迈森瓷器。这些瓷器部分包括中国传统纹样，但也有诸如欧洲神话或洛可可田园诗式场景等欧式纹样。此外还有许多由纯白瓷或彩绘瓷制成的雕塑作品，包括喜剧演员、音乐家和宫廷小丑等形象的微型雕塑，为萨克森末代国王弗雷德里克·奥古斯都三世制作的一套桌子，以及波兰国王奥古斯都三世的骑手雕塑。

## 展览
由于展览空间受限，收藏馆中只有部分藏品对外永久展示。现今展出的有大约2,000件瓷器，约占全部藏品的10%。
2006年，由纽约建筑师彼得·马里诺（Peter Mario）设计的一个新展厅开放，专门展出东亚藏品。2010年，马里诺又进一步重新设计了该展厅。 